# Monoicomyces fragilis
Monoicomyces fragilis är en svampart som beskrevs av Scheloske 1969. Monoicomyces fragilis ingår i släktet Monoicomyces och familjen Laboulbeniaceae.  Arten är reproducerande i Sverige. Inga underarter finns listade i Catalogue of Life.